# Giselle (film)
Giselle er en dansk dokumentarfilm fra 1991 med instruktion og manuskript af Anne Regitze Wivel.

## Handling
Balletten "Giselle" indstuderes på Det Kongelige Teater. Temaet er kærligheden, der driver til vanvid og død. I filmen følges ballettens gradvise fremvækst under koreografen Henning Kronstams kyndige medleven og inspiration, som er den røde tråd i fortællingen. Giselle danses af Heidi Ryom, Albrecht af Lloyd Higgins.
Wivel udtalte om filmen: ""Giselle" er ikke en film om balletten Giselle, men en film om en mand, der har en vision om, hvordan historien skal fortælles, og så er det en film om de unge dansere, der prøver at krybe ind i ballettens roller."